# Amtsgericht Leutkirch im Allgäu

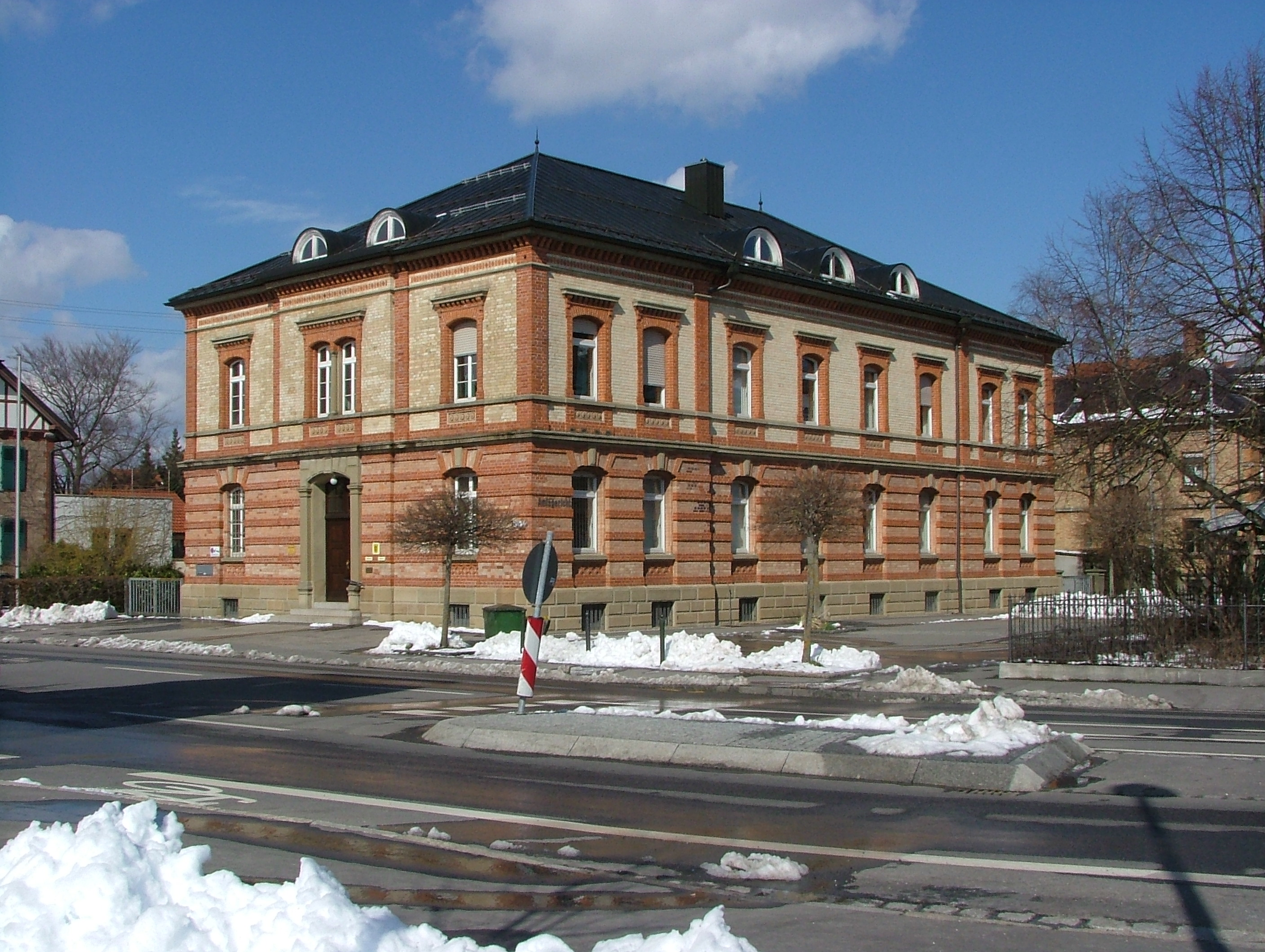
Gerichtsgebäude

Das Amtsgericht Leutkirch im Allgäu ist eines von 108 Amtsgerichten in Baden-Württemberg. Es ist ein Gericht der ordentlichen Gerichtsbarkeit.

## Amtsgerichtsbezirk
Dem Amtsbezirk des Amtsgerichts Leutkirch im Allgäu gehören neben Leutkirch noch die Städte und Gemeinden Bad Wurzach, Aitrach und Aichstetten an.

## Gerichtsgebäude
Das Amtsgericht befindet sich in der Karlstraße 2.

## Zuständigkeit und Aufgaben
Das Amtsgericht Leutkirch im Allgäu ist erstinstanzliches Gericht in Zivil- und Strafsachen. Außerdem wird hier das Güterrechtsregister geführt. Es ist zudem als Vollstreckungsgericht zuständig für alle Vollstreckungssachen, bei denen der Schuldner seinen Wohnsitz im Gerichtsbezirk hat.
Beim Amtsgericht Leutkirch gibt es kein Schöffen- und Familiengericht. Diese befinden sich beim Amtsgericht Wangen im Allgäu. Insolvenzgericht, Zwangsversteigerungsgericht, Landwirtschaftsgericht, Handelsregister, Genossenschaftsregister und Partnerschaftsregister sind beim Amtsgericht Ravensburg untergebracht. Das Vereins- und Handelsregister befindet sich beim Amtsgericht Ulm.

## Übergeordnete Instanzen
Im Instanzenzug übergeordnet sind dem Amtsgericht Leutkirch im Allgäu das Landgericht Ravensburg, das Oberlandesgericht Stuttgart und der Bundesgerichtshof.